# Raúl Rodríguez Navas
Raúl Rodríguez Navas (Siviglia, 11 maggio 1988) è un calciatore spagnolo, difensore svincolato.

## Caratteristiche tecniche
È un difensore centrale.

## Palmarès

### Club

#### Competizioni nazionali
- Segunda División: 1

Eibar: 2013-2014